# Renzo Casali
Renzo Casali (* 1939 in Barga; † 8. April 2010 in Mailand) war ein italienischer Autor, Theater- und Filmschaffender.

## Leben
Casali wanderte 1950 mit seinen Eltern nach Argentinien aus. Von 1963 bis 1968 studierte er Theaterregie an der Karls-Universität Prag, war anschließend für ein knappes Jahr in Madrid, wo er das Centro Drammatico mitbegründete, und wurde Autor, Filmschaffender und Theatermacher.
Zurück in Argentinien gründete Casali 1969 in Buenos Aires das Werktheater Comuna di Baines und verlegte sein Schaffen (und sein Theater) später wiederum, als er 1973 vor der Militärregierung nach Italien floh und nach Mailand ging, wo er den Filmclub und die Scuola Europea di Cinema e Teatro gründete, der er bis heute als künstlerischer Leiter vorsteht. 1978 trat er in einem schwedischen Film nach eigenem Drehbuch als Schauspieler auf; 1990 realisierte er, wiederum in Argentinien, den Film Acrux.
Casali war leidenschaftlicher Anhänger von Inter Mailand.

## Filmografie
- 1990: Acrux